# Övernaturligt tal
Inom talteori är ett övernaturligt tal ett naturligt tal som är ymnigt men inte semiperfekt.
Med andra ord är ett övernaturligt tal ett tal vars summa av äkta delare är större än talet, men ingen delmängd av dessa delare har summan av talet.
De första övernaturliga talen är:
70, 836, 4030, 5830, 7192, 7912, 9272, 10430, 10570, 10792, 10990, 11410, 11690, 12110, 12530, 12670, 13370, 13510, 13790, 13930, 14770, 15610, 15890, 16030, 16310, 16730, 16870, 17272, 17570, 17990, 18410, 18830, 18970, 19390, 19670, … (talföljd A006037 i OEIS)

## Egenskaper
Det har bevisats att det finns oändligt många övernaturliga tal; följden av övernaturliga tal har till och med positiv asymptotisk densitet.
Det är inte känt om det finns udda övernaturliga tal; om det finns ett sådant tal måste det vara större än 232 ≈ 4 × 109.
Sidney Kravitz har bevisat att om k är ett positivt heltal, Q ett primtal större än 2k och om
{\displaystyle R={\frac {2^{k}Q-(Q+1)}{(Q+1)-2^{k}}}};
också är ett primtal större än 2k, då är
{\displaystyle n=2^{k-1}QR}
ett övernaturligt tal.
Med denna formel upptäckte han det stora övernaturliga talet
{\displaystyle n=2^{56}\cdot (2^{61}-1)\cdot 153722867280912929\ \approx \ 2\cdot 10^{52}}.
Om n är övernaturligt och p är ett primtal större än sigmafunktionen σ(n) är pn också övernaturligt.